# 陣谷遥
陣谷 遥（じんや はるか、10月23日 - ）は、日本の男性声優。千葉県出身。81プロデュース所属。

## 略歴
2020年7月22日、自身のTwitterでかねてより交際していた一般女性との結婚を発表した。12月2日には第1子となる女児が誕生したことを自身のTwitterで報告した。

## 人物
趣味・特技はサッカー観戦、ゲーム。

## 出演
太字はメインキャラクター。

### テレビアニメ
2013年
- 神のみぞ知るセカイ 女神篇（生徒、不良、店員、委員、観客）
- キルラキル（裁縫部員C）
- ハヤテのごとく! Cuties（観客）

2014年
- GO-GO たまごっち!（訪問先のたまごっち）
- 団地ともお（敵2）
- ヒーローバンク（白鳥八雲、子分A、男A）
- 弱虫ペダル（2014年 - 2023年、他校生、観客、箱根学園部員、針本、箱根学園先輩 他） - 4シリーズ

2015年
- 俺物語!!（アナウンサー、友人）
- 境界のRINNE（ウサギだまし神、肉屋さん、部員B、受験霊C）
- 探偵チームKZ事件ノート（江川先生、男の子、不良）
- プリパラ（客、パンダ、SP）

2016年
- 宇宙パトロールルル子（生徒星人）
- カードファイト!! ヴァンガードG シリーズ（2016年 - 2018年、パリ支部長、男性、ギャングA、ムジンロード 他） - 2シリーズ
- 怪盗ジョーカー（海賊C）
- キズナイーバー（男子A）
- この素晴らしい世界に祝福を!（2016年 - 2024年、ヘインズ） - 3シリーズ
- Fate/Grand Order -First Order-（オペレーターB）
- 名探偵コナン（2016年 - 2019年、ミュージシャン、住人）
- 霊剣山 星屑たちの宴（案内人、受験者）

2017年
- エルドライブ【ēlDLIVE】（エルドライブ幹部、処理課、クロケット、デミル艦クルー、部下 他）
- フューチャーカード バディファイトX（中学生B）
- 100%パスカル先生（男子生徒1、記者、交通巡査員、司会、男性 他）
- ゼロから始める魔法の書（魔術師B）
- 冴えない彼女の育てかた♭（男性スタッフ）
- ポケットモンスター サン&ムーン（男B）
- 縁結びの妖狐ちゃん
- バチカン奇跡調査官（観客）
- 賭ケグルイ（男子生徒）
- THE REFLECTION（運転手）
- URAHARA（街の人）
- パズドラクロス（ドミニオン龍喚士）

2018年
- パズドラ（黒服B）
- メジャーセカンド（2018年 - 2020年、風林中野球部 部員D、主審、客C） - 2シリーズ
- 音楽少女（親衛隊、局プロデューサー）
- 中間管理録トネガワ（債務者C）
- キラッとプリ☆チャン（2018年 - 2021年、王子様、男性、スタッフ、社員）
- 転生したらスライムだった件（ゴブリン達）
- 蒼天の拳 REGENESIS（強化人間8）
- RELEASE THE SPYCE（男1）

2019年
- 3D彼女 リアルガール（男子生徒）
- 荒野のコトブキ飛行隊（ラハマ自警団団員）
- 聖闘士星矢 セインティア翔（邪霊士）
- 荒ぶる季節の乙女どもよ。（男子生徒）
- アサシンズプライド（黒衣の男、観客、ジンの部下、村人、仮面男 他）

2020年
- BNA ビー・エヌ・エー（ウマ獣人）
- ツキウタ。 THE ANIMATION2（スタッフ1）

2021年
- 不滅のあなたへ（2021年 - 2023年、村の男、従者、店番、男、雇われ男 他） - 2シリーズ
- 月が導く異世界道中（長老③）

2022年
- 群青のファンファーレ（記者、関係者）
- ヒロインたるもの!〜嫌われヒロインと内緒のお仕事〜（男子生徒A、記者A、カメラマン）
- うたわれるもの 二人の白皇（民、デコポンポ兵、ナコク兵）
- デュエル・マスターズ WIN（役員B）
- ニンジャラ（2022年 - 2023年、アナウンサー、兵士）

2023年
- UniteUp!（2023年 - 2025年、鈴木、番組内司会、オーナー、クラスメイト、記者 他） - 2シリーズ
- HIGH CARD（衛兵、警察官、先輩刑事）
- デッドマウント・デスプレイ（警察官、店員）
- 魔術士オーフェンはぐれ旅 聖域編（教官）
- 陰の実力者になりたくて! 2nd season（男）
- 『ヒプノシスマイク-Division Rap Battle-』Rhyme Anima +（シージャックラッパー）
- SPY×FAMILY（イーデン校生徒）

2024年
- BEYBLADE X（店員）
- ラグナクリムゾン（魔法士たち、神民たち）
- 刀剣乱舞 廻 -虚伝 燃ゆる本能寺-（明智軍）
- Unnamed Memory（武官）
- ブルーアーカイブ The Animation（PMC兵）
- 俺は全てを【パリイ】する 〜逆勘違いの世界最強は冒険者になりたい〜（警備兵C、兵士C、人間B、兵士B）
- 菜なれ花なれ（カメラ小僧、カメラマン、アナウンサー、杏那の親戚、教師 他）
- 小市民シリーズ（先生）
- 僕の妻は感情がない（主人の声）
- 甘神さんちの縁結び（黒服）

2025年
- わたしの幸せな結婚
- クラシック★スターズ（カメラマン）
- ウマ娘 シンデレラグレイ（記者）
- 青春ブタ野郎はサンタクロースの夢を見ない（司会者、スタッフ）
- 異世界黙示録マイノグーラ〜破滅の文明で始める世界征服〜（ダークエルフ、兵士、防衛隊）
- 追放者食堂へようこそ!（グリーン弟）

### 劇場アニメ
- 劇場版 弱虫ペダル（2015年、針本）
- 劇場版 幼女戦記（2019年、兵士）
- コードギアス 復活のルルーシュ（2019年、囚人）
- プロメア（2019年）
- 青春ブタ野郎はおでかけシスターの夢を見ない（2023年、英語教師）
- 劇場版 SPY×FAMILY CODE: White（2023年、軍人）
- 劇場版 忍たま乱太郎 ドクタケ忍者隊最強の軍師（2024年、ドクタケ忍者）

### Webアニメ
- みにヴぁん ら〜じ（2022年、サンサン・マンゴー）
- 賭ケグルイ双（2022年、男子美会委員）
- サイバーパンク エッジランナーズ（2022年、トラウマチーム）
- トミカヒーローズ ジョブレイバー 特装合体ロボ（2022年、所長）
- トランスフォーマー ワイルドキング（2025年、イグナイトレオ）

### ゲーム
2015年
- 教師たちの秘密の放課後（世良英貴）
- KRITIKA（テルム・ペル）
- 恋する式神（武東春人）
- ザクセスヘブン（羽山みちる、奥寺琢磨）
- 新約アルカナスレイヤー（アルゼリウス）
- スマカレ（有馬由起）

2016年
- 壁ドン彼氏（藍沢優也）
- 数乱digit（零崎篤人）
- スターオーシャン:アナムネシス（ボリス、マルセル）
- BEAST Darling!〜けもみみ男子と秘密の寮〜（五月女史狼）

2017年
- ディアマジ -魔法少年学科-（水無月サクヤ）

2018年
- モンスターストライク（2018年 - 2022年、打神鞭）

2019年
- デュエル・マスターズ プレイス（2019年 - 2020年、魔刻の騎士オルゲイト、地獄の門番 デスモーリー、剣舞の修羅ヴァシュナ、バルキリー・ドラゴン、掃討兵バーニング・ヘル、激昂するダッシュ・ホーン、咆哮するグレート・ホーン、怒髪の豪腕）

2021年
- ファイナルファンタジーVII リメイク インターグレード

2022年
- コードギアス 反逆のルルーシュ ロストストーリーズ

2024年
- ファイナルファンタジーVII リバース

### ドラマCD
- コノ恋落チルベカラズ VOL.5（スタッフ）

### BLCD
- 豪華客船で恋は始まる9（ポール）
- 好物はこっそりかくして腹のなか（オン友、撮影スタッフ、ノリスの先輩社員[30]）
- ヘタレ魔王とツンデレ勇者（2023年、魔術師）※ダウンロード販売

### デジタルコミック
- Beeマンガ 今日、恋をはじめます（男子生徒）
- 女優めし（2022年、スポンサー[31]）
- 小動物系令嬢は氷の王子に溺愛される（2023年、ダニエル） -  コミックス購入特典ボイスコミック[32]

### オーディオブック
- 空飛ぶ卵の右舷砲 1〜2（2019年 - 2022年、朗読 ほか[33][34]）
- 横浜駅SF 1〜2（2020年、朗読）
- RIGHT×LIGHT（2020年、陣）
- 夏の終わりとリセット彼女（2021年、水井達也 ほか[35]）
- 董白伝〜魔王令嬢から始める三国志〜（2021年、李傕、関羽 ほか[36]）
- 路地裏に怪物はもういない（2022年、左右流[37]）

### 吹き替え

#### 映画
- INTERNET FAMOUS（バリー）
- WE ARE YOUR FRIENDS ウィー・アー・ユア・フレンズ（バッハ）
- オンリー・ザ・ブレイブ
- キャンディージャー（ベネット・ラッセル〈ジェイコブ・ラティモア〉）
- ザ・スイッチ（オーウェン）
- 17歳のエンディングノート（アダム〈ジェレミー・アーヴァイン〉）
- ジョーズ・リターン（ポーリー）
- 心霊ドクターと消された記憶（バリー少年）
- スーパーナチュラル（悪魔 他）
- スパイダー・シティ（英語版）（ジャスティン〈スキー・ムーア〉）
- スイス・アーミー・マン（プレストン）
- セッション（グレッグ）
- 沈黙の包囲網 アジアン・コネクション（クラハン）
- バッド・チューニング（ペンティコ）
- ベン・イズ・バック（ベン〈ルーカス・ヘッジズ〉）
- ラスト・ナイツ（ジョサイア）
- レーザーチーム 俺たち史上最弱のエイリアン・バスターズ!（ザック）
- ローマ発、しあわせ行き（税関職員、警官）

#### テレビドラマ
- いつだってベストフレンド（ポール）
- インスティンクト-異常犯罪捜査-（ラファエル・ソーサ）
- キラー・マイクのきわどいニュース（シャリーフ、通行人2）
- ティーン・スパイ K.C.（ビジネスマン）
- 孫子《兵法》大伝（石覚、只宝）
- トランスペアレント（ロニー）
- フィアー・ザ・ウォーキング・デッド（クリストファー・マナウ）
- PERSON of INTEREST 犯罪予知ユニット（ボビー）
- まほうのレシピ（チャック・ハンキンス）
- 愛しのホロ（ホロ、ナンド[一人二役]）

#### アニメ
- アルティメット・スパイダーマン VS シニスターシックス（兵士、パンク・スパイダー）
- きかんしゃトーマス（ラクダ使い、ベッペ 他）
  - きかんしゃトーマス Go!Go!地球まるごとアドベンチャー
  - きかんしゃトーマス チャオ!とんでうたってディスカバリー!!
  - きかんしゃトーマス (2Dアニメ)（ヨンバオ）
- てのひらヒーロー アトミック・パペット（ウォーレン・ビーズリー）
- 電脳ムシオヤジ（ウルフマン博士、デリク）
- ぼくらベアベアーズ
- マイロ・マーフィーの法則（エリオット 他）
- ヤング・ジャスティス（エドアルド）
- 雪の女王 ゲルダの伝説（英語版、ロシア語版）（カイ）

### ボイスオーバー
- 古代エジプト世紀の大発見プロジェクト ツタンカーメンと伝説の王妃3300年の新事実
- BS世界のドキュメンタリー「サイバー・シニア」

### テレビ番組
- NEXT 未来のために「義足のジャンパー マルクス・レーム」（マルクス・レームの吹き替え）
- グレーテルのかまど
- 釣りビジョン サンヨーナイロン（ナレーション）
- ビットワールド（人面ピヨ）

### 特撮
- ウルトラマンX（暗黒星人シャプレー星人の声）

### ラジオ
- らじどらっ!〜夜のドラマハウス〜

### ラジオドラマ
- 飛べ!京浜ドラキュラ〜2016〜（ハマトラ）

### ラジオCM
- 小学館 少年サンデーコミック

### DVD
- ときめきレシピ 執事レストランへようこそ（ナレーション）

### 映画
- 神☆ヴォイス 〜THE VOICE MAKES A MIRACLE〜（2011年） - V1グランプリ出場生徒 役

### シリーズ一覧
1. ↑  第1期（2014年）、第2期『GRANDE ROAD』（2014年 - 2015年）、第4期『GLORY LINE』（2018年）、第5期『LIMIT BREAK』（2022年 - 2023年）
2. ↑  第4期『NEXT』（2016年 - 2017年）、第5期『Z』（2017年 - 2018年）
3. ↑  第1期（2016年）、第2期『2』（2017年）、第3期『3』（2024年）
4. ↑  第1シリーズ（2018年）、第2シリーズ（2020年）
5. ↑  第1シリーズ（2021年）、第2シリーズ（2022年 - 2023年）
6. ↑  第1期（2023年）、第2期『-Uni:Birth-』（2025年）